# ケヴィン・バーク
ケヴィン・バーク（Kevin Burke 、1950年 - ）はアイルランドスタイルのフィドル奏者。

## 概要
ケヴィン・バークは、40年近くの間、アイルランド伝統音楽とケルト音楽の最前線で、ボシー・バンド、パトリック・ストリート(en:Patrick Street)、ケルティック・フィドル・フェスティヴァル(en:Celtic Fiddle Festival)といった大きな影響力を持つグループで演奏やレコーディングを重ねている。 
熱狂に迎えられているソロアルバムに加えて、バークはクリスティー・ムーア(en:Christy Moore)、ミホール・オ・ドーナル(en:Mícheál Ó Domhnaill)、ジャッキー・デイリー(en:Jackie Daly)、そしてカル・スコット（Cal Scott）との共演を成功させてきている。 
2002年、バークは全米芸術基金(NEA：National Endowment for the Arts)から、アメリカのフォーク・トラッド音楽における最高の名誉であるナショナル・ヘリテージ・フェローシップを受賞した。

## 略歴
ケヴィン・バークは1950年にロンドンに、アイルランドのスライゴー県出身の両親の元に生まれた。 
両親からアイルランド音楽への愛を受け継いで、彼は8歳の時にフィドルを手にしてジェシー・クリストファーソン（Jessie Christopherson）に学び、ついにスライゴー・スタイルの超絶技巧を体得した。彼は頻繁にアイルランドに渡航して親戚を訪ね、スライゴーの地元の音楽に浸った。13歳の時、彼はアイルランド音楽グループと弾いた。
彼はケイリーバンド グレンサイド(Glenside)に参加し、週末にはロンドン周辺の様々なアイリッシュダンスホールで演奏した。1966年、グレンサイドはロスコモン県ボイル（Boyle）で開かれたフラー・キョールのケイリー・バンド・コンペティションで演奏し、オールアイルランドチャンピオンを獲得した。
1972年にバークは、クレア県ミルタウン・マーベイのパブでアメリカ人シンガーソングライターのアーロ・ガスリー（Arlo Guthrie）に会った。バークのフィドルに影響されて、ガスリーはアルバム Last of the Brooklyn Cowboys (1973年)でバークと共演するためロサンゼルスに招いた。 
バークは、アコーディオン奏者ジョー・バーク（Joe Burke）やフィドル奏者アンディー・マクガン（Andy McGann）を始めとしたアメリカで出会ったミュージシャンから、彼が人生を音楽に捧げるきっかけとなる刺激を受けた。
1974年にバークはダブリンに移り、かつてアイリッシュバンド プランクシティのメンバーだったシンガーソングライター クリスティー・ムーアと共同作業を行った。
続く数年間、彼はジミー・フォークナー（en:Jimmy Faulkner）やデクラン・マクリネス（Declan McNelis）と共にアイルランド中で演奏した。

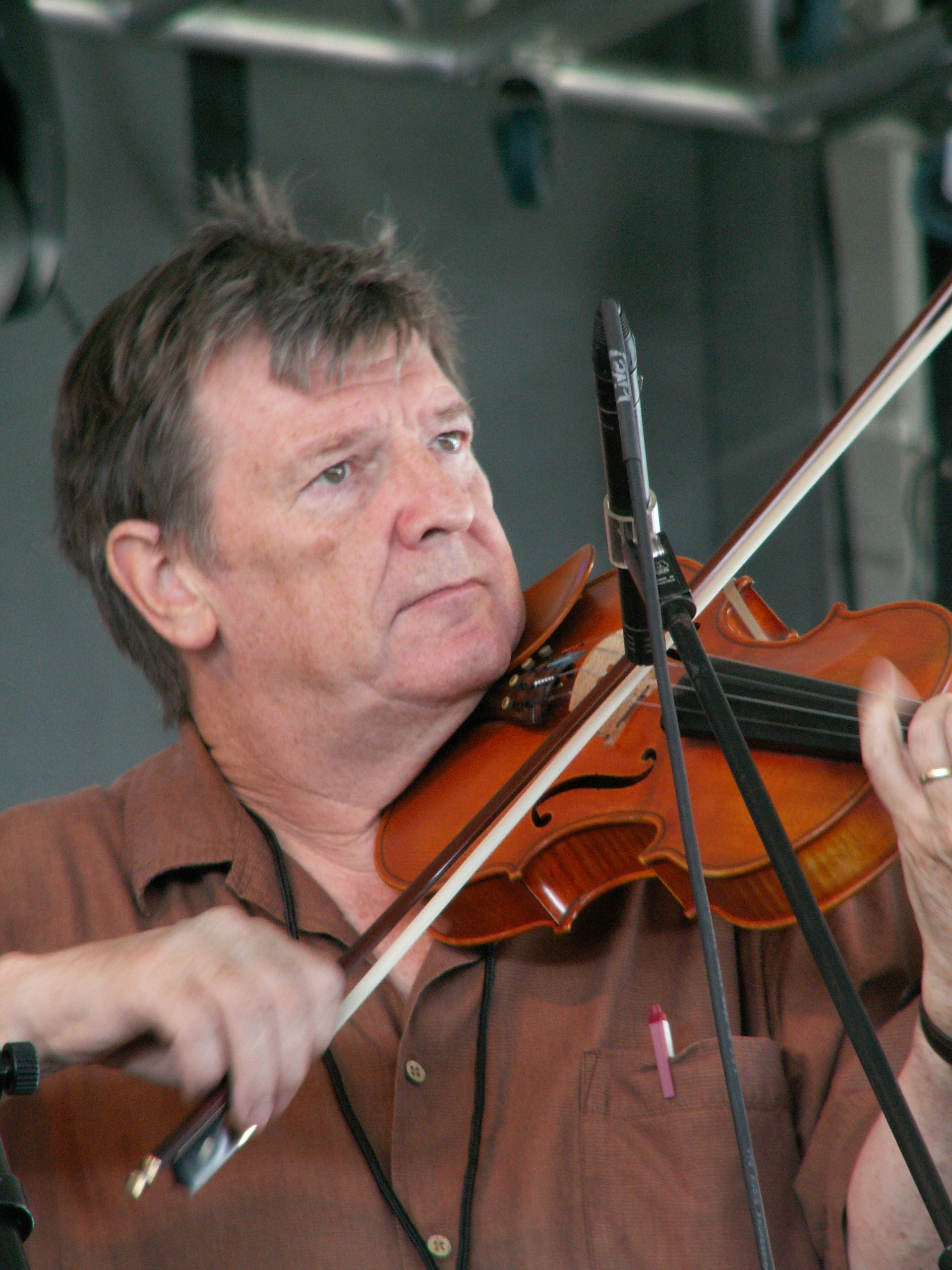
2008年、ダブリンアイリッシュフェスティバルでのケヴィン・バーク

1976年にバークは、影響力のあるアイルランド伝統音楽グループ ボシー・バンドのメンバーになった。1970年代後半を通じて彼らは、ケルト音楽においてもっとも刺激的なバンドの1つとして登場した。 
レパートリー の多くがアイルランド伝統民俗音楽の核となると同時に、"熱狂と音楽的な技巧"は若いアイリッシュミュージシャンの世代に影響を与えた。 
バークはフィドルのトミー・ピープルズと交代して参加し、すぐにグループにいなくてはならないメンバーになった。バークは彼らのアルバムのうち3枚、Old Hag You Have Killed Me (1976年), Out of the Wind – Into the Sun (1977年)、そしてAfter Hours (Live in Paris) (1979年)に登場する。 
バークはボシー・バンドのギタリストでありヴォーカリストであるミホール・オ・ドーナルと共にバンドを一層音楽的に強固なものに発展させ、そして二人はすぐにデュオを始めるようになった。1979年にボシー・バンドが解散した時、彼らはイギリスとヨーロッパをツアーで回り、高く賞賛されたアルバムPromenade (1979年)をレコーディングした。 
1980年、バークとドーナルはアメリカに移住しアメリカ国内をツアーで回った。その後にオレゴン州ポートランドに腰を落ち着け、2枚目の賞賛されたアルバム Portland (1982年)をリリースした。
1980年代の初めにバークは、影響力のあるアイリッシュミュージシャンのアンディー・アーヴァイン（Andy Irvine）(ヴォーカル、ブズーキ、マンドリン、ハーモニカ)とジャッキー・デイリー(アコーディオン)と共にアイルランド音楽の伝説のツアーに参加した。互いに彼らはグループ パトリック・ストリートを結成し、次の20年間に8枚のアルバム、Patrick Street (1987年)、No. 2 (1988年)、All in Good Time (1993年)、Corner Boys (1996年)、Made in Cork (1997年)、Live from Patrick Street (1999年)、Street Life (2002年)、そしてOn the Fly (2007年)をリリースした。
1992年、バークはマーク・グラハム（Mark Graham） (ハーモニカ、クラリネット、ヴォーカル)、Paul Kotapish (ギター、マンドリン、シターン、ベース)、サンデイー・シルヴィア（Sandy Silva） (パーカッション)と共に、ソロアルバムOpen Houseをレコーディングした。
引き続きオープン・ハウス(Open House)というグループ名で3人はバンドの核となり、他に2つのアルバム、Second Story (1994年)とHoof and Mouth (1997年)を録音した。 
1990年代始め、バークはスコティッシュ・フィドラージョニー・カニンガム(Johnny Cunningham)とブルターニュのフィドラー クリスチャン・ルメトール（Christian Lemaître）と共にケルティック・フィドル・フェスティヴァル(en:Celtic Fiddle Festival)を結成してツアーとレコーディングを開始した。共に彼らは6つのアルバム、Celtic Fiddle Festival (1993年)、Celtic Fiddle Festival: Encore (1998年)、Rendezvous (2001年)、Play On (2005年)、Equinoxe (2008年)、そしてLive in Brittany (2013年)をリリースした。
2002年にバークは全米芸術基金から、アメリカのフォーク・トラッド音楽における最高の名誉ナショナル・ヘリテージ・フェローシップを受賞した 。 
近年、バークはジェッド・フォーリー（Ged Foley）と組んで In Tandem (2006年)を録音した。更に、絶賛をもってむかえられたアルバム Across the Black River (2007年) と続く Suite (2010年)の2作でドキュメンタリー映画音楽作曲家のカル・スコット（Cal Scott）と共演した。 
2007年にバークは、自身の録音をリリースするためのレコード会社ロフタス・ミュージック（Loftus Music）を立ち上げた。 
バークはワールドツアーを続けている。彼は現在オレゴン州ポートランドに、妻と二人の子供と共に住んでいる。

## 演奏スタイル

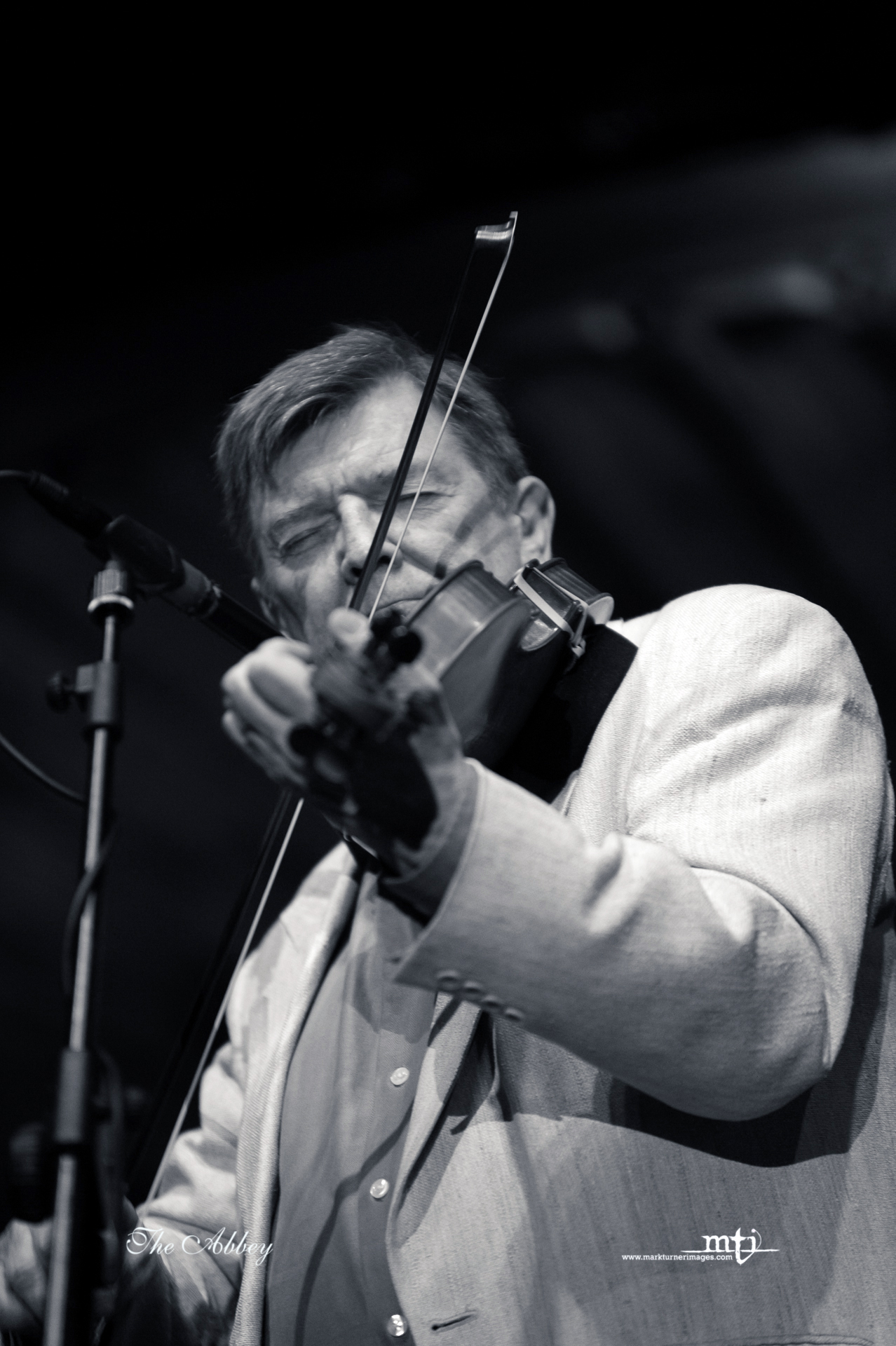
2014年、オーストラリア ニコルズ(Nicholls)のジ・アビー・ファンクション・センターでのケヴィン・バーク

バークのフィドル奏法はマイケル・コールマンやパディー・キロラン、ジェームズ・モリソンのスライゴー・スタイルから強い影響を受けている。 
バークは自らのスタイルを「2つの世界の長所」、つまり、ドニゴール・スタイルのうねるリズムとクレア・スタイルの滑らかな抒情性の結合であると説明する。 
彼はその演奏法がスライゴー・スタイルに基いていることを認める一方で、アイルランド伝統音楽以外の多くの異なる音楽スタイルから影響を受けていることも認めている。例えば、彼の奏法の顕著な特徴の１つとして、多くのリールに用いている、全ての3つ目の8分音符の強調を伴った強い裏拍、 下げ弓で強調する伝統的な演奏アプローチに対抗した上げ弓での強拍の表現がある。 
バークはまた、突くように隣り合った開放弦を弾いて強拍を強調する。

## 使用楽器
バークは現在ダブリンで働くオランダ人ヴァイオリン職人ミヒール・ドゥ・ホーフ（Michiel De Hoog）製作のフィドルを使用している。2000年、彼がそれまで使用していたトニー・マーティン（Tony Martin）製作のフィドルが、何回か修理を試みたにもかかわらず不安定になってしまった。より安定した楽器を探して、ちょうど1台の楽器を仕上げたばかりの友人ドゥ・ホーフの店に向かった。楽器を試奏したバークはその場で購入し、以来もっぱらこのフィドルを弾いている。ごくたまに、古いトニー・マーティンや、オレゴン州の製作家ジェフ・マンソス(Jeff Manthos)のフィドルを弾くこともある。
バークはピラストロ社の弦「オブリガート」と、グスタフ・ベルナルデル（Gustave Bernadel）作の松脂を使用している。使用する弓は専ら、弓の製作家として有名な弟ノエル・バーク（Noel Burke）から2000年の50歳の誕生日に贈られたものである。フィドル一式はクレモナのマウリツィオ・リボーニ(Maurizio Riboni)のケースに入れて持ち運んでいる。 
音の増幅には、スタンドにMBC-603 コンデンサマイクを立てている。時々、コンデンサマイクに加えてロニー・アーバー・オーディオテクニク（Ronnie Arber Audiotechnik）設計のスイス　カーマン・サウンドポスト（Kurmann Soundpost）社製ピックアップマイクを使用することもある。

## ディスコグラフィー
| ソロ - Sweeney's Dream (1977年) - If the Cap Fits (1978年) - Up Close (1984年) - In Concert (1999年) ボシー・バンド - Old Hag You Have Killed Me (1976年) - Out of the Wind – Into the Sun (1977年) - After Hours (Live in Paris) (1979年) ミホール・オ・ドーナルとの共演 - Promenade (1979年) - Portland (1982年) パトリック・ストリート - Patrick Street (1987年) - No. 2 (1988年) - All in Good Time (1993年) - Corner Boys (1996年) - Made in Cork (1997年) - Live from Patrick Street (1999年) - Street Life (2002年) - On the Fly (2007年) | オープン・ハウス - Open House (1992年) - Second Story (1994年) - Hoof and Mouth (1997年) ケルティック・フィドル・フェスティヴァル - Celtic Fiddle Festival (1993年) - Celtic Fiddle Festival: Encore (1998年) - Rendezvous (2001年) - Play On (2005年) - Equinoxe (2008年) - Live in Brittany (2013年) カル・スコットとの共演 - Across the Black River (2007年) - Suite (2010年) その他のアーティストとの共演 - Eavesdropper (1981年) ジャッキー・デイリーとの共演 - In Tandem (2006年) ジェッド・フォーリー(Ged Foley)との共演 |